# Verzorgingsplaats Roode Til
Verzorgingsplaats Roode Til is een Nederlandse verzorgingsplaats langs de A7 Bad Nieuweschans-Zaandam tussen afrit 45 en knooppunt Zuidbroek ten westen van Scheemda in de gemeente Oldambt.
De verzorgingsplaats is vernoemd naar de Roode Til, de Groningse naam voor de rode brug, die tot begin februari 2006 twee kilometer ten noordwesten van de verzorgingsplaats lag, in de weg van Noordbroek naar Scheemda. Daarna werd hij vervangen door een duiker.
Bij de verzorgingsplaats is een tankstation van BP aanwezig. Tegenover de verzorgingsplaats ligt de verzorgingsplaats Meedenertol.